# Hiroyuki Mae
Hiroyuki Mae (født 1. august 1995) er en japansk fodboldspiller, som spiller for den japanske fodboldklub Mito HollyHock.